# 12158 Tape
12158 Tape (tên chỉ định: 1101 T-2) là một tiểu hành tinh vành đai chính. Nó được phát hiện bởi Cornelis Johannes van Houten, Ingrid van Houten-Groeneveld, và Tom Gehrels ở Đài thiên văn Palomar ở Quận San Diego, California, ngày 29 tháng 9 năm 1973. Nó được đặt theo tên Walter Tape, nhà toán học từ Alaska, Hoa Kỳ.